# Christian Braun (basquetebolista)
Christian Nicholas Braun (Burlington, 17 de abril de 2001) é um jogador norte-americano de basquete profissional que atualmente joga no Denver Nuggets da National Basketball Association (NBA).
Ele jogou basquete universitário na Universidade do Kansas e foi titular do time que venceu o Torneio da NCAA de 2022. Braun foi selecionado pelos Nuggets como a 21º escolha geral no draft da NBA de 2021

## Carreira no ensino médio
Braun jogou basquete na Blue Valley Northwest High School em Overland Park, Kansas. Em sua última temporada, ele teve médias de 27,8 pontos, 9,3 rebotes e 3,8 assistências, levando seu time ao terceiro título estadual consecutivo. Ele foi nomeado o Mr. Basketball de Kansas e o Jogador do Ano de Kansas. Ele se comprometeu a jogar basquete universitário pelo Universidade do Kansas rejeitando as ofertas de Kansas State, Illinois e Missouri, entre outros.
Em 4 de abril de 2022, a escola declarou que esse dia seria celebrado o Dia de Christian Braun.

## Carreira universitária
Como calouro na Universidade do Kansas, Braun teve médias de 5,3 pontos e 2,9 rebotes e foi selecionado para a Equipe de Calouros da Big 12. Em 27 de novembro de 2020, ele registrou 30 pontos, nove rebotes e quatro roubos de bola na vitória por 94-72 sobre Saint Joseph's. Em seu segundo ano, Braun teve médias de 9,7 pontos e 5,2 rebotes.
Em seu terceiro ano, ele teve médias de 14.1 pontos e 6,5 rebotes e foi chamado para a Segunda-Equipe da Big 12. No Final Four do Torneio da NCAA contra Villanova, ele se tornou o 65º jogador a chegar a 1.000 pontos pela Universidade do Kansas, terminando aquela partida com 10 pontos e ajudando a sua equipe a final do campeonato. Na final contra North Carolina Tar Heels, ele registrou 12 pontos e 12 rebotes em seu quinto duplo-duplo da temporada, o que ajudou Kansas a se recuperar de um déficit de 40-25 no intervalo. Na posse final daquele jogo, ele defendeu a tentativa de três pontos de Caleb Love, selando a vitória e dando a ele seu primeiro título da NCAA.
Em 24 de abril de 2022, Braun se declarou para o draft da NBA de 2022, mantendo sua elegibilidade universitária. Em 25 de maio de 2022, ele confirmou que permaneceria no draft da NBA e abriria mão de sua última temporada.

## Carreira profissional

### Denver Nuggets (2022–Presente)
Braun foi selecionado pelo Denver Nuggets como a 21ª escolha geral no draft da NBA de 2022. Em 3 de julho de 2022, ele assinou um contrato de 4 anos e US$13.7 milhões com os Nuggets. Braun ganhou seu primeiro títulos com os Nuggets depois que eles derrotaram o Miami Heat nas Finais da NBA de 2023. Ele se tornou o quinto jogador na história da NBA a ganhar um título da NCAA e da NBA em temporadas consecutivas, ao lado de Bill Russell, Henry Bibby, Magic Johnson e Billy Thompson.

## Estatísticas da carreira

### NBA

#### Temporada regular
| Ano      | Equipe   | PJ  | PT | MPJ  | AP   | 3P   | LL   | RT  | AS  | BR | TO | PPJ |
| -------- | -------- | --- | -- | ---- | ---- | ---- | ---- | --- | --- | -- | -- | --- |
| 2022–23  | Denver   | 76  | 6  | 15.5 | .495 | .354 | .625 | 2.4 | .8  | .5 | .2 | 4.7 |
| 2023–24  | Denver   | 82  | 4  | 20.2 | .460 | .384 | .694 | 3.7 | 1.6 | .5 | .4 | 7.3 |
| Carreira | Carreira | 158 | 10 | 17.8 | .477 | .369 | .659 | 3.0 | 1.2 | .5 | .3 | 6.0 |

#### Playoffs
| Ano      | Equipe   | PJ | PT | MPJ  | AP   | 3P   | LL   | RT  | AS | BR | TO | PPJ |
| -------- | -------- | -- | -- | ---- | ---- | ---- | ---- | --- | -- | -- | -- | --- |
| 2023     | Denver   | 19 | 0  | 13.0 | .533 | .200 | .579 | 2.1 | .6 | .6 | .2 | 3.2 |
| 2024     | Denver   | 12 | 0  | 17.0 | .426 | .222 | .688 | 2.7 | .8 | .2 | .4 | 5.1 |
| Carreira | Carreira | 31 | 0  | 15.0 | .479 | .211 | .633 | 2.4 | .7 | .4 | .3 | 4.1 |

### Universitário
| Ano      | Equipe   | PJ  | PT | MPJ  | AP   | 3P   | LL   | RT  | AS  | BR  | TO | PPJ  |
| -------- | -------- | --- | -- | ---- | ---- | ---- | ---- | --- | --- | --- | -- | ---- |
| 2019–20  | Kansas   | 31  | 5  | 18.4 | .431 | .444 | .731 | 2.9 | .5  | .7  | .2 | 5.3  |
| 2020–21  | Kansas   | 30  | 30 | 31.2 | .380 | .340 | .786 | 5.2 | 1.9 | 1.2 | .4 | 9.7  |
| 2021–22  | Kansas   | 40  | 39 | 34.4 | .495 | .386 | .733 | 6.5 | 2.8 | 1.0 | .8 | 14.1 |
| Carreira | Carreira | 101 | 74 | 28.0 | .435 | .389 | .750 | 4.8 | 1.7 | .9  | .4 | 9.7  |

Fonte:

## Prêmios e Homenagens
NBA
- Campeão da NBA: 2023

## Vida pessoal
O irmão de Braun, Parker, assim como seu tio, jogaram basquete universitário pela Universidade do Kansas. Parker atualmente joga pela Universidade de Santa Clara. A família de sua mãe foi incluída no Hall da Fama do Missouri. Ele também tem dois irmãos, um mais velho e outro mais novo.
Braun lançou uma linha de moda, THE CB2 Collection.